# Zboží
Zboží je hmotný statek (přírodní nebo vyrobený), který je určen k prodeji. To znamená, že zboží za určitých podmínek změní svého majitele – vlastnictví produktu přechází z prodávajícího na kupujícího. Nejčastější podmínkou pro přechod vlastnictví je zaplacení kupní ceny.

## Historický význam
Existuje ale i historický význam slova, kdy pojmem zboží byla také označována feudální majetková držba.

## Evropské právo
Pojem zboží má význam v evropském právu zejména v souvislosti s vnitřním trhem. Volný pohyb zboží je totiž jedna z 4 základních svobod (vedle volného pohybu osob, služeb a kapitálu).
Termín zboží je definováno v rozsudku C-7/68 Komise v. Itálie (Vývozní daň z uměleckých pokladů) jako „výrobky, které mohou být ocenitelné v penězích a mohou být předmětem obchodní transakce.“ Z této definice jsou ale vyňaty res extra commercium, neboli věci, s nimiž nelze obchodovat a patří mezi ně třeba lidské tělo, drogy nebo zbraně. Zároveň se tato definice vztahuje jak na výrobky z členských států, tak i ze třetích zemí, které jsou ve volném oběhu.